# Francesco Borromini
Francesco Borromini (/ˌbɒrəˈmiːni/, italijansk: [franˈtʃesko borroˈmiːni]), vzdevek Francesco Castelli (italijansko: [kaˈstɛlli]; 25. september 1599 – 2. avgust 1667), je bil italijanski arhitekt, rojen v sodobni Švici, kanton Ticino, ki je bil s svojima sodobnikoma Gianom Lorenzom Berninijem in Pietrom da Cortono vodilna oseba pri nastanku rimske baročne arhitekture.
Zavzet preučevalec Michelangelove arhitekture in antičnih ruševin je Borromini razvil domiselno in značilno, čeprav nekoliko samosvojo arhitekturo z uporabo manipulacij klasičnih arhitekturnih oblik, geometrijskih utemeljitev v svojih načrtih in simbolnih pomenov v svojih stavbah. Zdi se, da je dobro razumel strukture, česar morda nista znala Bernini in Cortona, ki sta bila v glavnem usposobljena na drugih področjih vizualne umetnosti, kiparstvu. Njegove svinčene risbe so še posebej izrazite. Zdi se, da je bil učenjak samouk in si je do konca življenja nabral veliko knjižnico.
Njegovo kariero je omejevala njegova osebnost. Za razliko od Berninija, ki je zlahka prevzel plašč očarljivega dvorjana v svojem prizadevanju za pomembna naročila, je bil Borromini hkrati melanholičen in jezljiv, zaradi česar se je umaknil z nekaterih delovnih mest. Njegov konfliktni značaj ga je pripeljal do smrti s samomorom leta 1667.
Verjetno zato, ker je bilo njegovo delo samosvojo, njegov kasnejši vpliv ni bil razširjen, vendar je očiten v piemontskih delih Guarina Guarinija in, kot zlitje z arhitekturnimi načini Berninija in Cortone, v poznobaročni arhitekturi severne Evrope. Kasnejši kritiki baroka, kot sta Francesco Milizia in angleški arhitekt sir John Soane, so bili posebej kritični do Borrominijevega dela. Od poznega 19. stoletja dalje se je zanimanje za Borrominijeva dela obudilo in njegova arhitektura je postala cenjena zaradi svoje inventivnosti.

## Zgodnje življenje in prva dela
Borromini se je rodil v Bissoneju blizu Lugana v današnjem Ticinu, ki je bil takrat bailiwick Švicarske konfederacije. Bil je sin kamnoseka in je tudi sam začel svojo poklicno pot kot kamnosek. Kmalu je odšel v Milano, da bi študiral in opravljal svojo obrt. Leta 1619 se je preselil v Rim in začel delati pri Carlu Madernu, svojem daljnem sorodniku, pri svetem Petru in nato tudi v palači Barberini. Ko je leta 1629 Maderno umrl, sta on in Pietro da Cortona nadaljevala z delom na palači pod vodstvom Berninija. Ko se je uveljavil v Rimu, je spremenil svoje ime iz Castelli v Borromini, ime, ki izhaja iz družine njegove matere in morda tudi iz spoštovanja do svetega Karla Boromejskega.

## Glavna dela

### San Carlo alle Quattro Fontane
Leta 1634 je Borromini prejel svoje prvo večje neodvisno naročilo za načrtovanje cerkve, križnega hodnika in samostanskih stavb San Carlo alle Quattro Fontane (znano tudi kot San Carlino). Kompleks, ki stoji na Kvirinalskem griču v Rimu, je bil zasnovan za verski red španske trinitarce. Najprej so bile dokončane samostanske stavbe in križni hodnik, nato pa je v letih 1638-1641 potekala gradnja cerkve, leta 1646 pa je bila posvečena svetemu Karlu Boromejskemu. Cerkev je po mnenju mnogih zgledna mojstrovina rimske baročne arhitekture. San Carlino je izjemno majhen glede na njegov pomen za baročno arhitekturo; ugotovljeno je bilo, da bi se celotna zgradba prilegala enemu od stebrov kupole sv. Petra.
Naloga ni bila lahka; bilo je vogalno mesto in prostor je bil omejen. Borromini je cerkev postavil na vogalu dveh križajočih se cest. Čeprav je bila zamisel o kačasti fasadi verjetno zasnovana precej zgodaj, verjetno sredi 1630-ih, je bila zgrajena šele proti koncu Borrominijevega življenja, zgornji del je bil dokončan šele po arhitektovi smrti.
Borromini je zasnoval kompleksen tloris cerkve iz prepletenih geometrijskih konfiguracij, kar je značilna Borrominijeva ideja za izdelavo tlorisov. Posledični učinek je, da se zdi, da se notranje spodnje stene tkejo navznoter in navzven, delno namigujejo na križno obliko, delno na šesterokotno obliko in delno na ovalno obliko; geometrijske figure, ki jih vse najdemo izrecno v zgornji kupoli. Območje pendantivov označuje prehod iz spodnjega stenskega reda v ovalno odprtino kupole. Osvetljeni z okni, skritimi pred gledalcem spodaj, se prepleteni osmerokotniki, križi in šesterokotniki zmanjšajo, ko se kupola dvigne do luči s simbolom Trojice.

### Oratorij svetega Filipa Nerija
V poznem 16. stoletju je kongregacija Filipinov (znana tudi kot oratorijci) obnovila cerkev Santa Maria in Vallicella (znano kot Chiesa Nuova – nova cerkev) v središču Rima. V 1620-ih so očetje na mestu, ki meji na cerkev, naročili načrte za lastno rezidenco in za oratorij, v katerem bi imeli svoje duhovne vaje. Te vaje so združevale pridiganje in glasbo v obliki, ki je postala izjemno priljubljena in močno vplivala na razvoj glasbenega oratorija.
Arhitekt Paolo Maruscelli je izdelal načrte za lokacijo (ki so ohranjeni), zakristijo pa so začeli graditi leta 1629 in je bila v uporabi do leta 1635. Po precejšnji pomoči januarja 1637 je bil Borromini imenovan za arhitekta. Do leta 1640 je bil oratorij v uporabi, sprejet je bil višji in bogatejši stolp z uro, do leta 1643 pa je bila dokončana preseljena knjižnica. Osupljivo opečnato ukrivljeno pročelje ob vhodu v cerkev ima nenavaden zatrep in ne ustreza povsem oratoriju za njim. Bela notranjost oratorija ima rebrast obok in zapleteno stensko razporeditev vpetih pilastrov skupaj s prostostoječimi stebri, ki podpirajo balkone na prvem nivoju. Oltarna stena je bila pozneje precej predelana.
Borrominijevi odnosi z oratorijci so bili pogosto problematični; prišlo je do hudih prepirov glede načrtovanja in izbire gradbenih materialov. Do leta 1650 so se razmere zaostrile in leta 1652 so oratorijci imenovali drugega arhitekta.
Vendar pa je Borromini s pomočjo svojega oratorijskega prijatelja in prošta Virgilia Spade dokumentiral svojo pripoved o zgradbi oratorija in rezidence, ilustrirana različica pa je bila objavljena v italijanščini leta 1725.

### Sant'Ivo alla Sapienza
Od leta 1640 do 1650 je delal na načrtovanju cerkve Sant'Ivo alla Sapienza (Cerkev svetega Iva v La Sapienzi) in njenega dvorišča v bližini palače La Sapienza univerze v Rimu. Sprva je bila cerkev rimskega Archiginnasia. Za naročilo ga je leta 1632 sprva priporočil njegov takratni nadzornik za delo v Palazzo Barberini, Gian Lorenzo Bernini. Stran, tako kot mnoga v utesnjenem Rimu, je izziv za zunanje perspektive. Zgrajena je bila na koncu dolgega dvorišča Giacoma della Porta. Kupola in polžev zvonik sta nenavadna in odražata samosvoje arhitekturne motive, po katerih se Borromini razlikuje od sodobnikov. V notranjosti ima ladja nenavaden centralni tloris, ki ga obkrožajo izmenično konkavni in konveksni venci, ki vodijo do kupole, okrašene z linearnimi nizi zvezd in putti. Geometrija strukture je simetrična šesterokraka zvezda; iz sredine nadstropja je venec videti kot dva enakostranična trikotnika, ki tvorita šesterokotnik, vendar so tri konice podobne detelji, ostale tri pa so konkavno prirezane. Najbolj notranji stebri so točke na krogu. Spoj mrzličnih in dinamičnih baročnih presežkov z racionalistično geometrijo se odlično ujema s cerkvijo v papeški visokošolski ustanovi.

### Sant'Agnese in Agone
Borromini je bil eden od več arhitektov, ki so sodelovali pri gradnji cerkve sv. Neže v Agoneju v Rimu. Ne le, da so naslednji arhitekti spremenili nekatere njegove načrtovalske namere, ampak je končni rezultat stavba, ki odseva, na žalost, mešanico različnih pristopov.
Odločitev o obnovi cerkve je bila sprejeta leta 1652 kot del projekta papeža Inocenca X. za izboljšanje trga Piazza Navona, mestnega prostora, na katerega je gledala njegova družinska palača, palača Pamphili. Prve načrte za cerkev v obliki grškega križa sta izdelala Girolamo Rainaldi in njegov sin Carlo Rainaldi, ki sta prestavila glavni vhod z ulice Via di Santa Maria dell'Anima na trg Navona. Temelji so bili postavljeni in večina nižjih zidov je bila zgrajena, ko so bili Rainaldijevi odpuščeni zaradi kritik načrta in je bil namesto njih imenovan Borromini.
Borromini je začel z veliko bolj inovativnim pristopom k fasadi, ki je bila razširjena tako, da je vključevala dele sosednje palače Pamphili in pridobila prostor za njena dva zvonika. Gradnja fasade se je nadaljevala do nivoja venca, kupola je bila dokončana do lanterne. V notranjosti je postavil stebre ob slope nižjega reda, ki so bili v glavnem dokončan.
Leta 1655 je Inocenc X. umrl in projekt je izgubil zagon. Leta 1657 je Borromini odstopil in poklican je bil Carlo Rainaldi, ki je vnesel številne pomembne spremembe v Borrominijevo oblikovanje. Nadaljnje spremembe je izvedel Bernini, vključno s fasadnim pedimentom. Leta 1668 se je Carlo Rainaldi vrnil kot arhitekt in Ciro Ferri je prejel naročilo za poslikavo notranjosti kupole, kar je zelo malo verjetno, da bi Borromini nameraval. Dodani so bili tudi veliki kipi in barvno marmoriranje; tudi to ni del Borrominijevega oblikovalskega repertoarja, ki je bil usmerjen k arhitekturnim in simbolnim motivom bele štukature.

### Kapela Re Magi
Visoka šola za širjenje vere ali Propaganda Fide v Rimu vključuje Borrominijevo kapelo Re Magi, ki jo arhitekturni zgodovinarji na splošno smatrajo za eno njegovih najbolj prostorsko poenotenih arhitekturnih notranjosti.
Kapela je nadomestila majhno ovalno kapelo, ki jo je zasnoval njegov tekmec Bernini, in je bilo pozno delo v Borrominijevi karieri; leta 1648 je bil imenovan za arhitekta, vendar se je kapela začela graditi šele leta 1660 in čeprav je bila glavna dela končana do leta 1665, je bilo nekaj okrasja dokončanih po njegovi smrti.
Njeno pročelje na Via di Propaganda Fide obsega sedem zalivov, členjenih z velikanskimi pilastri. Osrednji zaliv je konkavna krivulja in vključuje glavni vhod na dvorišče in kompleks fakultete, z vhodom v kapelo na levi in v fakulteto na desni.

## Druga dela
Borrominijeva dela so:
- Notranjost bazilike sv. Janeza v Lateranu
- Cappella Spada, San Girolamo della Carità (negotov pripis)
- Palazzo Spada (trik perspektiva)
- Palača Barberini (okna na zgornjem nivoju in ovalno stopnišče)
- Sveti Apostoli, Neapelj - Filamarin oltar
- Sant'Andrea delle Fratte
- Oratorio dei Filippini
- Palazzo Carpegna, Rim (portik in portal v pritličju, helikoidna klančina, ki vodi v zgornja nadstropja
- Collegio de Propaganda Fide
- Santa Maria dei Sette Dolori, Rim
- Santa Maria alla Porta, Milano - portal in timpanon
- San Giovanni in Oleo (obnova)
- Palazzo Giustiniani (s Carlom Fontano)
- Fasada in loža Palazzo Falconieri
- Sveta Lucija v Selcih (obnova)
- Bazilika sv. Petra, Vatikan (vrata v kapelo Najsvetejšega zakramenta in morda deli baldahina)

## Smrt in epitaf
Poleti 1667 in po dokončanju kapele Falconieri (kapela visokega oltarja) v San Giovanni dei Fiorentini je Borromini naredil samomor v Rimu tako, da je izvlekel meč, naslonil ročaj na svojo posteljo in padel nanj "s tako silo da je tekel v [njegovo] telo, z ene strani na drugo« To je bilo verjetno posledica živčnih motenj in depresije. Arhitekt je kardinala Ulderica Carpegno imenoval za izvršitelja svoje oporoke in mu zapustil denar in predmete velike vrednosti za, kot je zapisal, »neskončen dolg, ki ga imam do njega«. Prelat je bil nekdanji pokrovitelj, ki je Borrominiju naročil pomembna dela preoblikovanja in razširitve njegove palače pri vodnjaku Trevi. V svoji oporoki je Borromini zapisal, da ne želi nobenega imena na svojem pokopu in izrazil željo, da bi bil pokopan v grobnici svojega sorodnika Carla Maderna v San Giovanni dei Fiorentini.
V novejšem času (leta 1955) je bilo njegovo ime dodano na marmorno ploščo pod grobnico Maderna in spominsko ploščo, ki jo je naročilo švicarsko veleposlaništvo v Rimu, postavili na steber cerkve. Ta latinski napis se glasi:
FRANCISCVS BORROMINI TICINENSIS

EQVES CHRISTI

QVI

IMPERITVRAE MEMORIAE ARCHITECTVS

DIVINAM ARTIS SVAE VIM

AD ROMAM MAGNIFICIS AEDIFICIIS EXORNANDAM VERTIT

IN QVIBUS

ORATORIVM PHILIPPINVM S. IVO S. AGNES IN AGONE

INSTAVRATA LATERANENSIS ARCHIBASILICA

S. ANDREAS DELLE FRATTE NVNCVPATUM

S. CAROLVS IN QVIRINALI

AEDES DE PROPAGANDA FIDE

HOC AVTEM IPSVM TEMPLVM

ARA MAXIMA DECORAVIT

NON LONGE AB HOC LAPIDE

PROPE MORTALES CAROLI MADERNI EXUVVIAS

PROPINQVI MVNICIPIS ET AEMVLI SVI

IN PACE DOMINI QVIESCIT

Pridevnik Ticinensis, uporabljen na plošči, je anahronizem, saj je bilo ime, povezano z reko Ticino, izbrano šele leta 1803, ko je Napoleon ustanovil sodobni kanton.

## Časti
- Francesco Borromini je bil predstavljen na sprednji strani bankovca 6. serije za 100 švicarskih frankov, ki je bil v obtoku od leta 1976 do leta 2000.[23]

Ta odločitev je takrat v Švici povzročila polemike, ki jih je sprožil švicarski italijanski umetnostni zgodovinar Piero Bianconi. Po njegovem mnenju, ker so bila v 17. stoletju ozemlja, ki so leta 1803 postala kanton Ticino, italijanska posest nekaterih švicarskih kantonov (kondominijev dvanajstih kantonov), Borrominija ni bilo mogoče opredeliti niti za Ticineseja niti za Švicarja. Arhitekt je bil predstavljen tudi v 7. seriji, ki je bila rezervna emisija in ni bila nikoli izdana. Hrbtna stran obeh serij prikazuje arhitekturne podrobnosti iz nekaterih njegovih glavnih del.
- Je tema filma La Sapienza Eugèna Greena, ki je izšel leta 2015.